# 联二脲
联二脲（英語： 或称为双尿素）是一种含氮有机化合物，化学式C
2H
6N
4O
2，在烹饪时可由偶氮甲酰胺转化而来，在体内可由排泄系统迅速排出。